# Präsidentenpalast (Warschau)

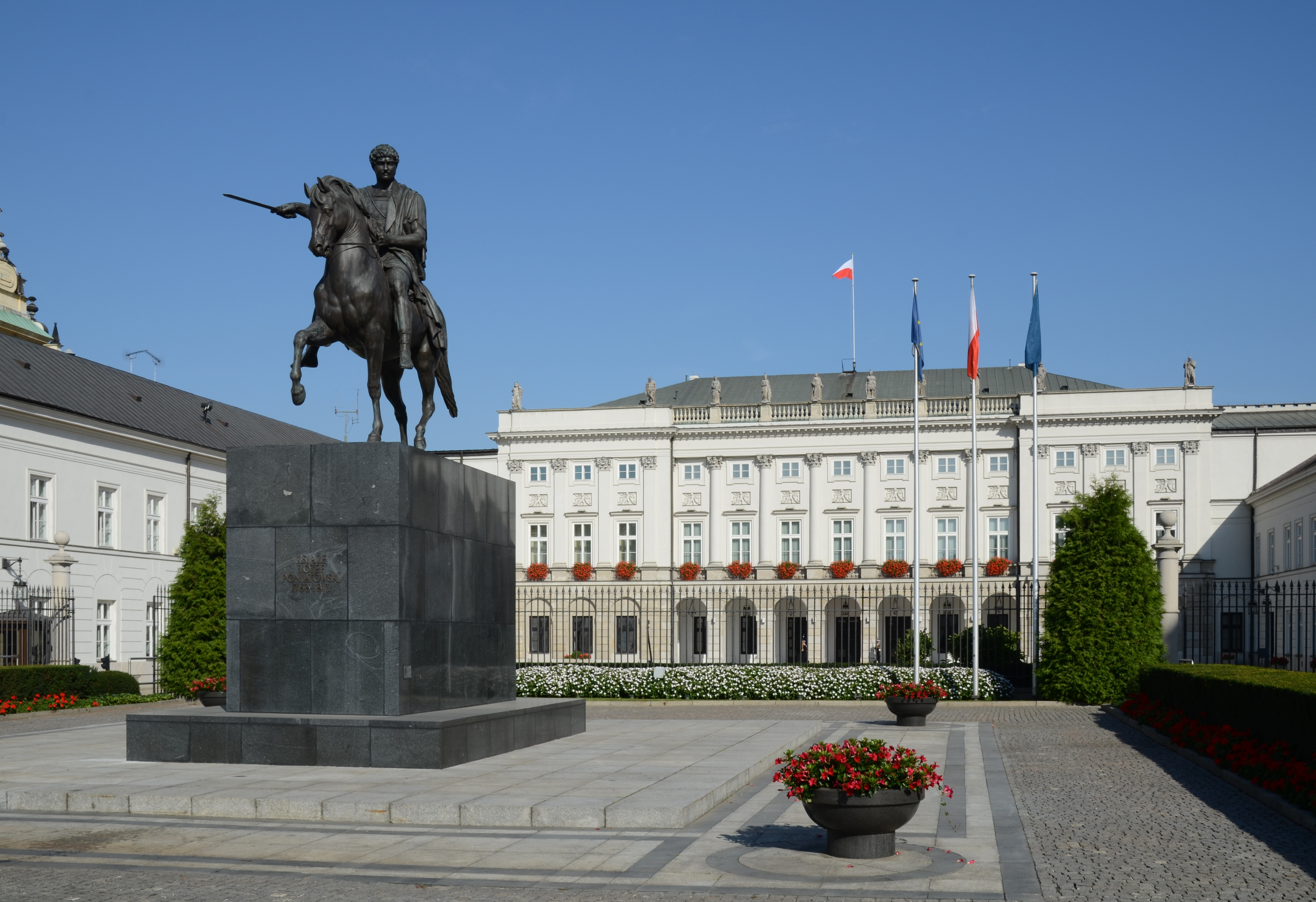
Präsidentenpalast Warschau

Der Präsidentenpalast (polnisch Pałac Prezydencki) in der Krakauer Vorstadt in Warschau ist der Amtssitz des Präsidenten der Republik Polen.

## Geschichte

### Bis 1818

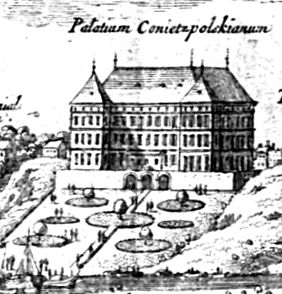
Palast um 1656 von der Weichselseite

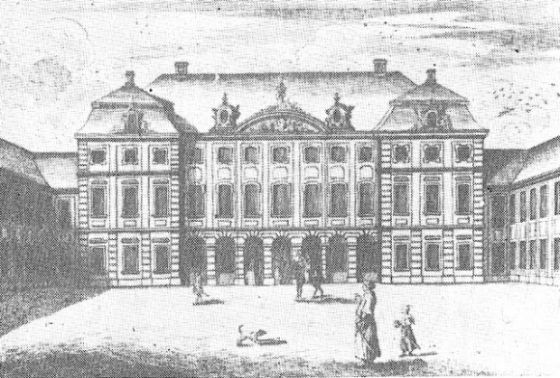
Palast um 1762

Der Palast wurde von 1643 bis 1645 von Constantino Tencalla für den Hetman Stanisław Koniecpolski und dessen Familie errichtet. Ab 1661 gehörte er der Magnatenfamilie Lubomirski, die es 1685 wiederum der Magnatenfamilie der Radziwiłł verkaufte, in deren Händen er bis 1817 blieb. Diese ließen den Palast 1694 bis 1705 von Augustyn Wincenty Locci, Karol Ceroni und Andrzej Jeziornicki umbauen.
1720 bis 1722 vollzog Carlo Antonio Bay an dem Palast grundlegende Umbauten. Jan Zygmunt Deybel baute 1755 bis 1762 die Seitenflügel an und schuf im Hauptgebäude ein Theater. 1818 wurde der Palast von Chrystian Piotr Aigner im Stil des Klassizismus erneut umgebaut und die Seitenflügel verlängert. Aigner gab der Hauptfassade ein klassizistisches Aussehen und der Gartenfront eine Neorenaissanceform. Im Laufe der Geschichte trug das Palais auch die Namen Pałac Koniecpolskich, Pałac Lubomirskich, Pałac Radziwiłłów oder Pałac Namiestnikowski.

### Statthalterpalast
1818, drei Jahre nach dem Wiener Kongress, ging der Palast in den Besitz des Königreichs Polen über und wurde Sitz der russischen Statthalter, wodurch er seinen abwertenden Beinamen „Statthalterpalast“ erhielt. Erster Namiestnik war General Józef Zajączek. 1821 schuf Camillo Laudino den Schlossplatz mit den berühmten Löwen. Ein 1870 aufgestelltes monumentales Denkmal für Iwan Paskewitsch, Namiestnik in den Jahren 1831 bis 1856, wurde 1918 nach der Wiedererlangung der polnischen Unabhängigkeit entfernt.
1852 brannten viele der Innenräume aus. Alfons Kropiwnicki führte den Wiederaufbau durch.

### Zwischenkriegszeit
In der Zwischenkriegszeit war der Palast Amtssitz des polnischen Ministerpräsidenten sowie der Regierung und in den Nebenflügeln war die Kanzlei des Ministerrates untergebracht.
1918 bis 1921 wurde das Innere des Palastes von Marian Lalewicz rekonstruiert. 1924 wurde er mit dem nebenstehenden Neorenaissancehaus von Józef Dietrich von 1870 verbunden.

### Deutsche Besatzung
Zu Beginn des Zweiten Weltkrieges überfiel die Wehrmacht Polen und besetzte es. Das NS-Regime erklärte Teile Polens, darunter auch Warschau, zum Generalgouvernement. Der Palast wurde „Deutsches Haus“ genannt und ein Zentrum für Deutsche in Warschau. Die Besatzer ließen einige Umbauten machen, unter anderem die Erhöhung der Podeste der Löwen am Hofeingang. Sie sind bis heute unverändert geblieben.
Im Warschauer Aufstand wurde der Palast nur geringfügig beschädigt. 
Der Palast entging der Zerstörung Warschaus (September 1944 bis Januar 1945). Er wurde 1947 bis 1952 von Teodor Bursche, Antoni Jawornicki und Borys Zinserling wiederhergestellt und erneut Sitz des Ministerrates.

### Nachkriegszeit
Nach dem Krieg wurde das Denkmal von Józef Poniatowski des Bildhauers Bertel Thorvaldsen auf den Schlossplatz gestellt. Zuvor stand es auf dem Piłsudski-Platz vor dem Sächsischen Palais.
1955 wurde im Palast der Warschauer Pakt und 1970 der Warschauer Vertrag von Józef Cyrankiewicz und Willy Brandt unterzeichnet. Der Runde Tisch zwischen den Vertretern der kommunistischen Regierung und der oppositionellen Solidarność fand Anfang 1989 ebenfalls hier statt.
Seit 1995 ist der Palast Sitz des polnischen Präsidenten. Bis jetzt haben Lech Wałęsa, Aleksander Kwaśniewski, Lech Kaczyński, Bronisław Komorowski, Andrzej Duda  und Karol Nawrocki hier residiert.

## Bildergalerie

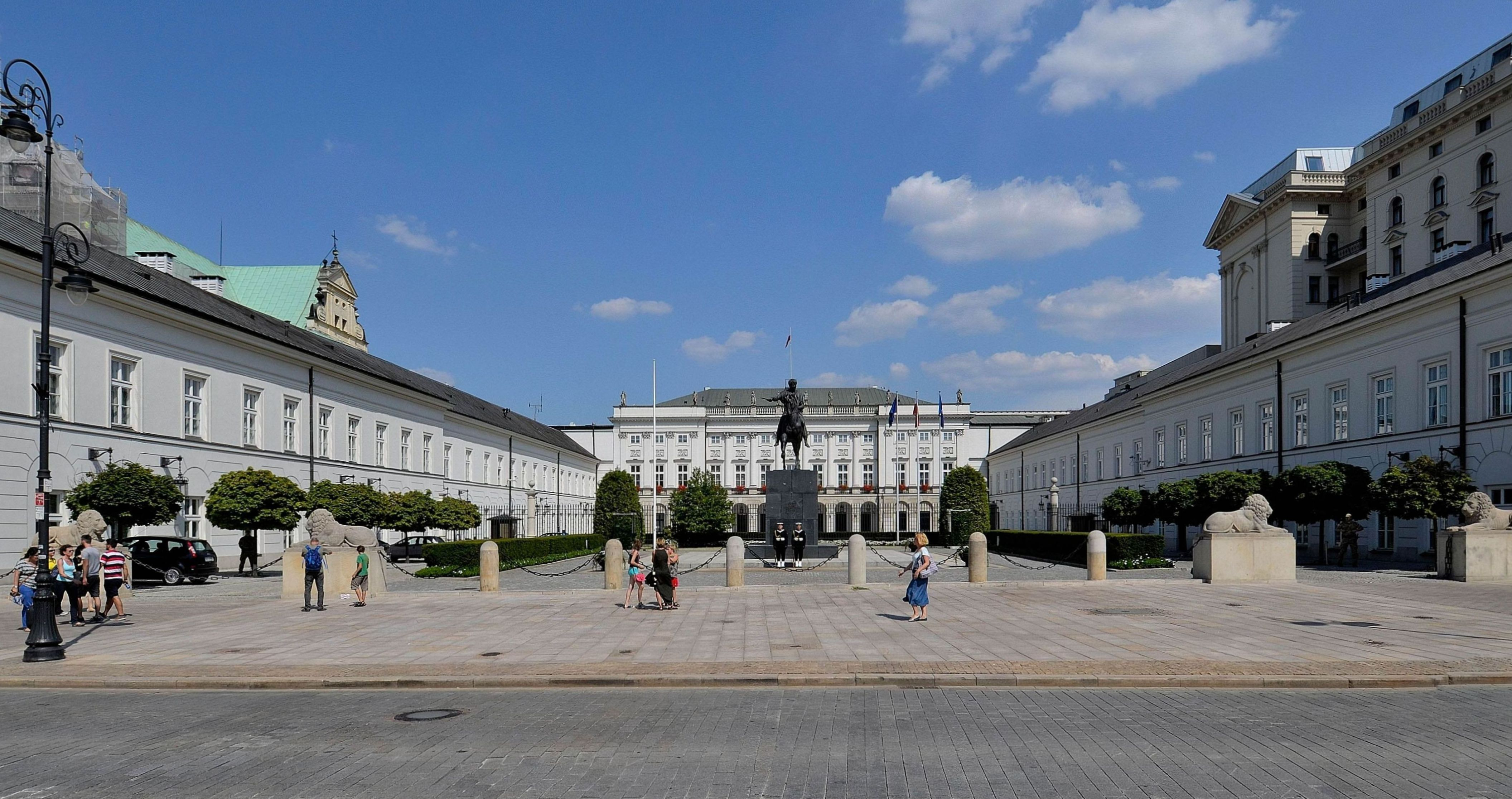
Panorama des Ehrenhofs
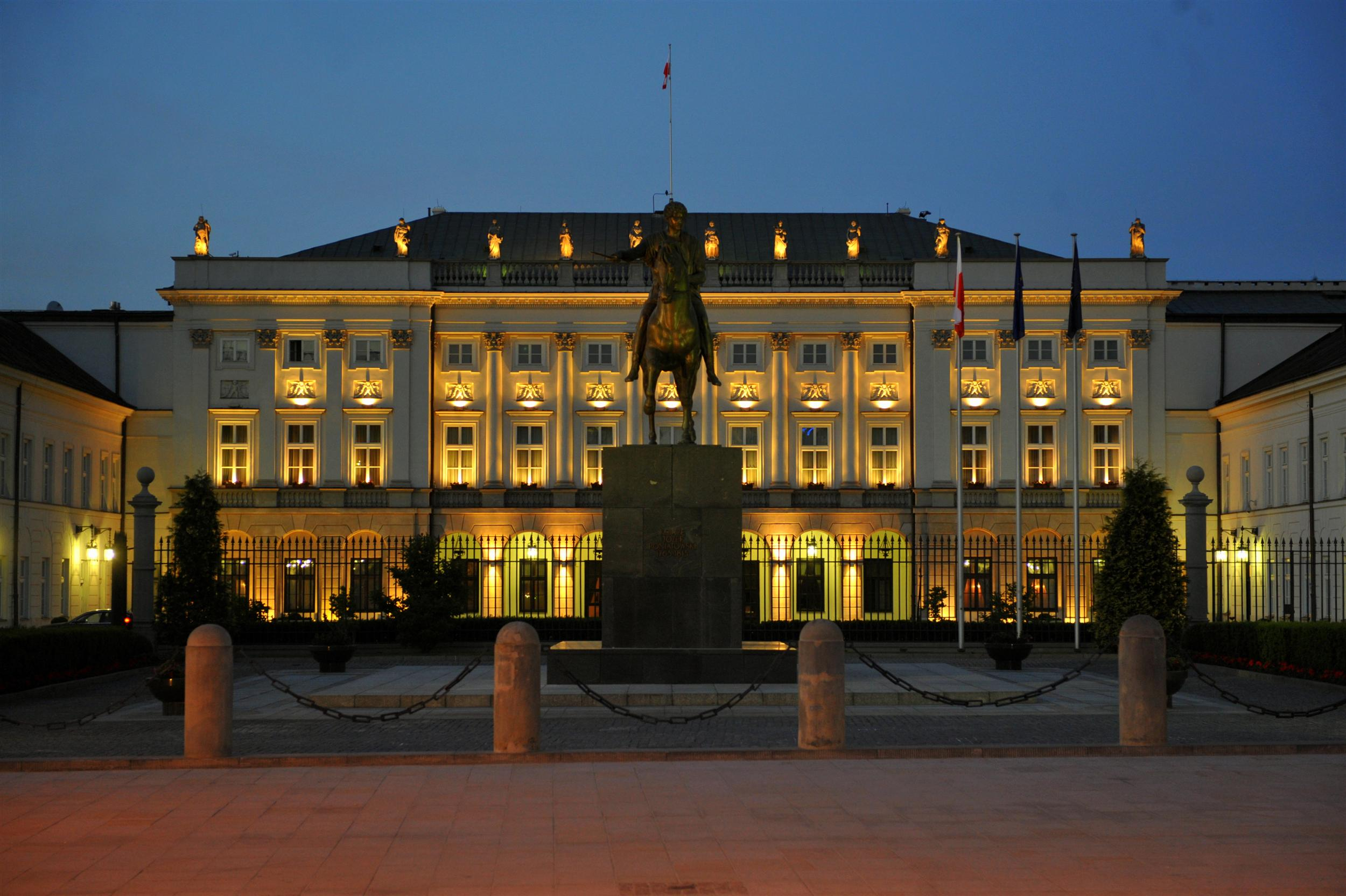
Präsidentenpalast nachts
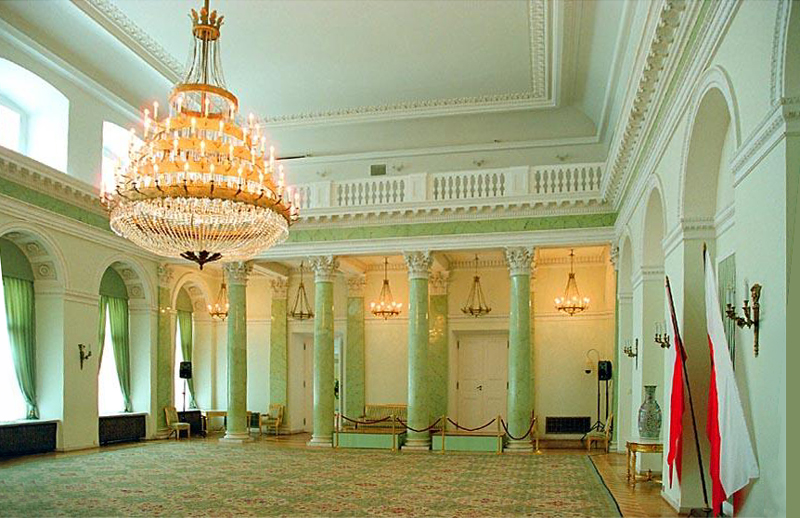
Säulensaal
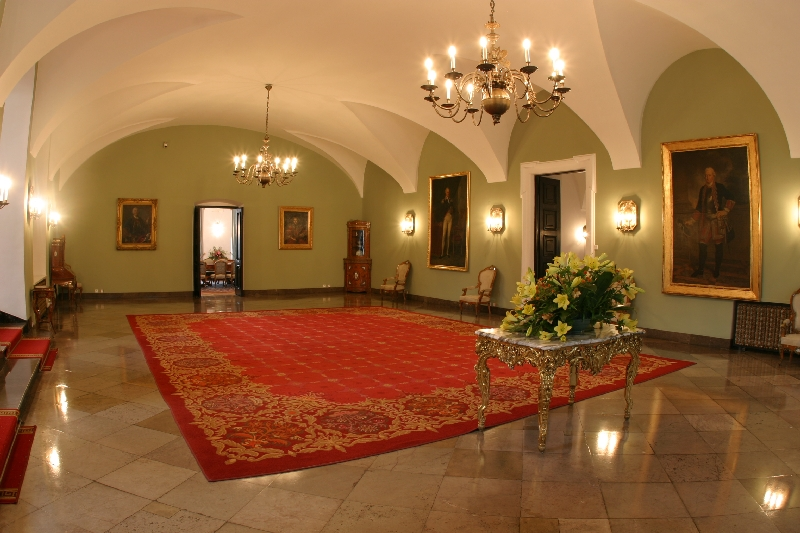
Hetman-Saal